# Houtaing
Houtaing ou Houtaing-lez-Ath (en néerlandais: Houthem ) est une section de la ville belge d'Ath située en Wallonie picarde dans la province de Hainaut.
C'était une commune à part entière avant la fusion des communes de 1977.

## Toponymie
Houtaing tirerait son nom du germanique : « huta » (bois) et « haima » (habitation).

## Géographie
Situé en bordure du pays des collines, houtaing abrite l'un de ses sommet: le bois d'houtaing.
On trouve dans ce même bois quelques sources. Elles vont gonfler les eaux du rieu de la fontaine Saint-Pierre, affluent de la Dendre occidentale. Le sous-sol est constitué des différentes couches du Panisélien (dépôts tertiaires de l'Eocène inférieur). Au-dessus, argilite, glauconifère ou non avec psammites, suivie d'une alternance de sables et d'argile. Sous la cote 95 m apparaît le sable yprésien et, sous la cote 65 m, l'argile yprésienne. Ces couches perméables et imperméables se succédant sur de courtes distances induisent des différences de drainage, génératrices des sources.
Le reste du village est essentiellement constitué de zones d'habitat et d'openfield limoneux.

## Évolution démographique
- Sources : INS, Rem. : 1831 jusqu'en 1970 = recensements, 1976 = nombre d'habitants au 31 décembre.

## Histoire
En 847, Houtaing est cité parmi les biens de l'abbaye de Saint-Amand.
Après les Princes de Ligne, le fief de la Berlière passe entre différentes mains jusqu'aux d'Ennetières.
Le 4 juillet 1659, des lettres données à Madrid autorisent Jacques d'Ennetières  (famille originaire de Tournai), chevalier, seigneur d'Harlebois, La Berlière, trésorier général des domaines et finances, à porter des armoiries distinctes des autres membres de sa famille. Jacques d'Ennetières (1595-1677), sieur d'Harlebois et des Mottes va avoir pour descendants les marquis d'Ennetières, comtes de Mouscron et d'Hust.
Les Ennetières le transmirent en héritages aux Comtes d'Oultremont de 1845 à 1912. Acquis ensuite par des familles bourgeoises, le domaine de La Berlière est acheté par les pères Joséphites qui y installent une école secondaire. Son nom est issu de la berle, Sium berula, une plante ombellifère aussi appelée arche des marais, mais qui ne se développe que les pieds dans l’eau courante. Le château est de style néo-classique (1834-1835), entouré d'un parc boisé avec 10 ha d'étangs et nombreuses dépendances ; le site est classé depuis 1977 et le château depuis 1994.

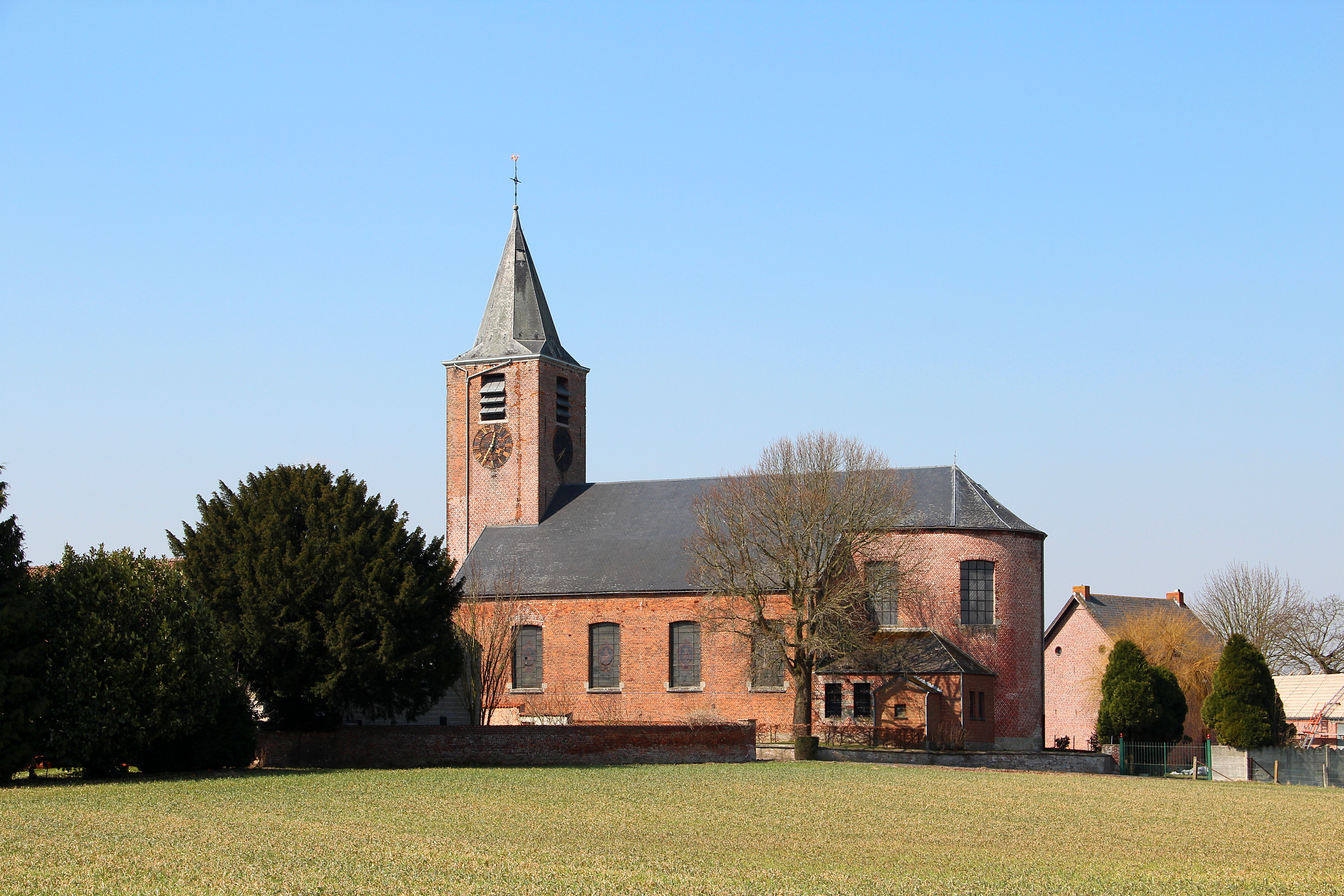
L'église Saint-Quirin.

De 1914 à 1945, la Berlière a été la propriété de la famille Motte.
Eugène Motte, député-maire de Roubaix, grand capitaine d'industries (textiles…) racheta le domaine au comte d'Oultremont. Il en fit sa résidence d'été chaque année de mai à octobre.
La famille et aussi un grand nombre de personnalités (haute bourgeoisie des affaires) firent de la Berlière un point de rendez-vous incontournable.
Pendant la grande guerre, la Berlière, à bonne distance du front, fut un havre de paix.
Il abrite l'un des sommets du pays des collines : le bois d'Houtaing.
Malgré sa salle de gym et ses nombreuses fermes il reste avant tout un village-dortoir. L'église, située sur la place du village, a été récemment rénovée. La localité est également connue pour son mausolée élevé par Adhémar d’Oultremont. En 1894, un mausolée néo-gothique dédié à son épouse Clémentine, née de Croÿ, à côté de l'Hospice Saint-Clément desservi par les Sœurs de la Charité de Bonne-Espérance. Plusieurs membres de cette famille y reposent dans la crypte. Le mausolée et ses abords sont classés depuis 1993 comme monument exceptionnel.

#### Le Mausolée de Clémentine d’Oultremont

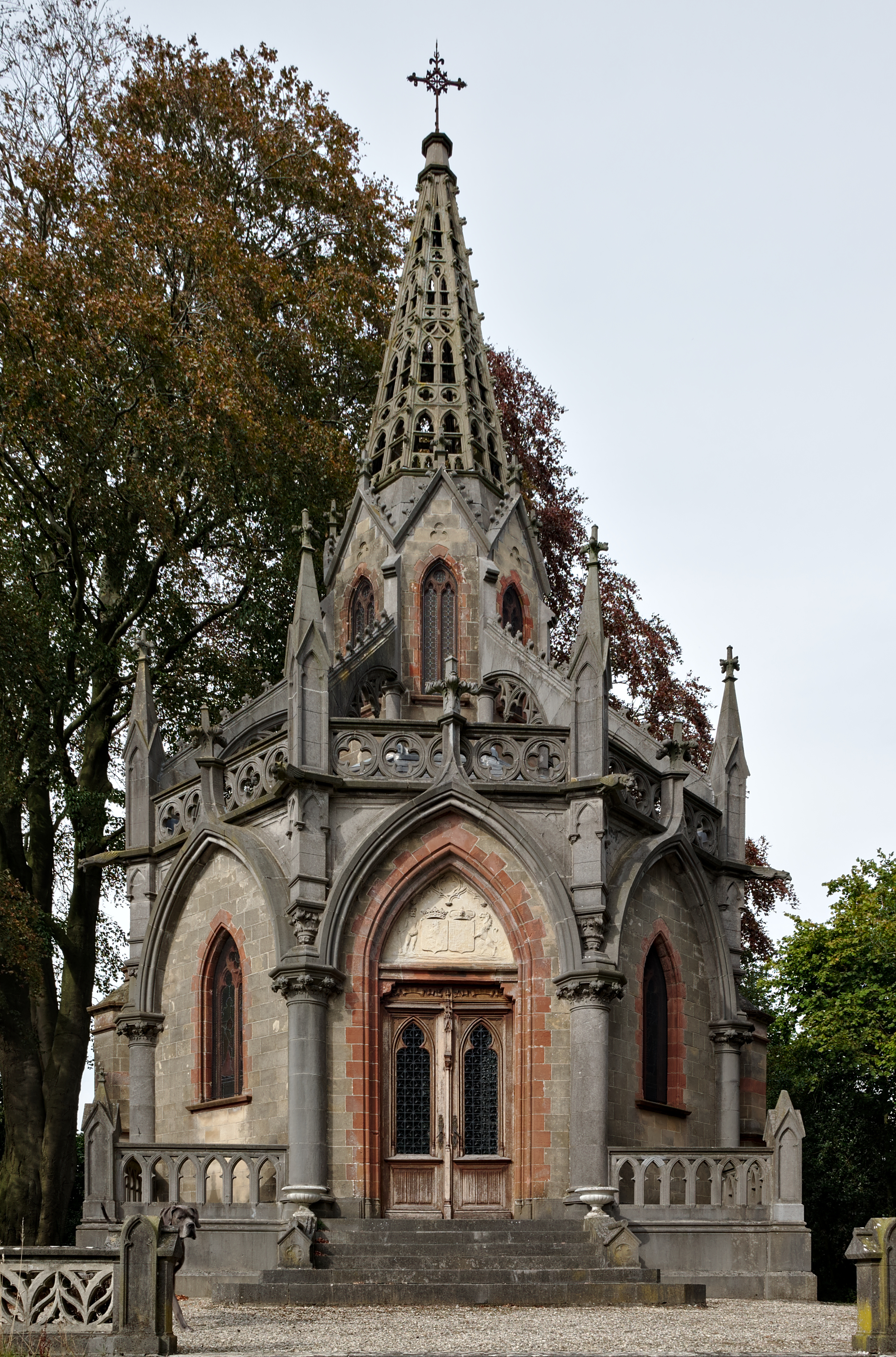
Le Mausolée d'Oultremont à Houtaing.

## Activités et associations
En 2007, sous la houlette de l'ASBL Qualité Village Wallonie, quelques houtainois passionnés ont créé le comité de village "Oultre Monts et Collines". Celui-ci a pour objectif de valoriser le splendide patrimoine, de tisser des liens sociaux et de promouvoir des activités culturelles, sportives et sociétales au sein du village. En 2007, le comité a organisé un rallye-découvertes parcourant les différentes curiosités du village. En 2008, la Salle de Musique a été mise à l'honneur lors des Journées du Patrimoine, au cours desquelles ont également été mises sur pied des balades contées au cœur du village.
D'autres activités sont prévues, telles que l'organisation d'un spectacle pour enfants à l'occasion de la Saint-Nicolas, d'un marché artisanal sur la place du village…
L'année 2008 a également célébré la naissance du premier Jogging de la Berlière. Quelques coureurs motivés ont, en effet, organisé, le dernier samedi du mois d'août, une superbe course à pied au départ et à l'arrivée du Domaine de la Berlière, tout en parcourant les rues et sentiers agricoles du village. Le succès a été au rendez-vous, avec près de 200 inscriptions. La 8e édition, le 19 septembre 2015, a rassemblé presque 500 coureurs, sous l'égide du challenge ACRHO et grâce à la bienveillance de plus de 80 bénévoles issus essentiellement du village.
Le club de football FC Houtaing qui était autrefois actif au sein du championnat de football de l'Amitié Tournai a intégré lors de la saison 2014-2015 le championnat organisé par la section provinciale du Hainaut de l'Union belge de football. Chaque 3e week-end d'août le club organise son traditionnel tournoi au domaine de la Berlière. Depuis quelques années, il organise également au mois de mai un "tournoi des brasseries".
Depuis 2013, une ducasse est réorganisée à la suite de la création d'un comité de villageois. Des animations, des jeux, une fête foraine et des concerts gratuits égaient le dimanche qui suit la Ducasse d'Ath. Un lancer de lanternes célestes ponctuent la conviviale manifestation.

## Personnalités liées
- Frédéric d'Ennetières (1789-1875), homme politique, bourgmestre de Houtaing.
- Adhémar d'Oultremont de Duras (1845-1910), diplomate et homme politique, bourgmestre de Houtaing.